# Parafia Opieki Matki Bożej w Akhiok
Parafia Opieki Matki Bożej – parafia prawosławna w Akhiok. Jedna z siedmiu parafii tworzących dekanat Kodiak diecezji Alaski Kościoła Prawosławnego w Ameryce. Działa od 1926.